# Кисловодський трамвай
«Кисловодський трамвай» — трамвайна система, яка діяла в Кисловодську з 1904 по 1966 року. Використовувалася виключно для доставки нарзану від заводу до складу.

## Історія
У 1893 році до Кисловодська від залізничної станції Мінеральні води була проведена залізнична гілка.
В кінці XIX - на початку XX ст. в Російській імперії став набирати популярність нарзан, вироблений на заводі поруч з Нарзан галереєю. Склад готової продукції знаходився на відстані  1,5 км від заводу, ближче до залізничної станції Хвилинка, а доставляли пляшки від заводу на возах. В кінці 1902 Управлінням Кавказьких Мінеральних Вод і акціонерним товариством російських заводів «Сіменс і Гальске» уклали договір на будівництво першої в Росії промислової гідроелектростанції «Білий Вугілля» та високовольтної електромагістралі, що з'єднувала міста Кавминвод, і трамвайних ліній в П'ятигорську - для пасажирського руху, і в Кисловодську - для вантажних перевезень  . У липні 1903 року підприємцем Евангуловим була прокладена вузькоколійна лінія кінно-залізничної дороги. У квітні 1904 року дорога була електрифікована в рамках проекту електрифікації Кавказьких Мінеральних Вод, що коштувало 35000 рублів  . Після цього доставляли нарзан на платформах, причеплених до невеликого моторного вагону. Кисловодський трамвай отримував електроенергію як і п'ятигорський трамвай - від гідроелектростанції «Білий вугілля» в Єсентуках.
Від воріт заводу лінія вела до схрещення головних вулиць Кисловодська біля колишнього готелю «Гранд-Готель» далі проходила по Курортному бульвару аж до повороту до залізничного шляхопроводу. Далі за поворотом трамвайні колії круто звертали вліво і йшли паралельно залізниці в бік товарної станції Хвилинка до складу мінеральної води, що знаходився на розі вулиць Кірова та Нелюбина. Кисловодський трамвай став єдиним в Росії і в Радянському Союзі прикладом використання трамвайної лінії виключно для перевезення вантажів.
В кінці 1950-х потужності розливного заводу були вичерпані через відсутність можливості розширення виробничих площ. Проходження вантажної трамвайної гілки  по головному курортному бульвару було визнано міською владою недоцільним. У 1958 році розливний завод переїхав на нове місце на розі вулиці Кірова і проспекту Перемоги. Частина трамвайної гілки від Нарзан галереї до вулиці Кірова була демонтована.
У 1966 році для розливного заводу були побудовані корпуси прямо поруч зі складами і необхідність в перевезенні пляшок з заводу на склад відпала - трамвайний рух в Кисловодську було закрито.